# Greta Wassberg
Greta Mathilda Wassberg (* 5. Oktober 1904 in Selånger in Medelpad; † 19. Februar 1996 in Vancouver) war eine schwedische Sängerin, die auch in einigen Filmen mitwirkte.

## Leben
Seit den 1930er Jahren zählte Wassberg zu den beliebten Volkssängerinnen in Schweden, mit zahlreichen Radio- und Schallplattenaufnahmen. Damals war sie mit dem Kapellmeister Arne Hülphers verheiratet, mit dem sie Aufnahmen machte, von denen einige auch in Deutschland erschienen. Sie waren von 1934 bis 1955 miteinander verheiratet.
Die erste Schallplatten-Aufnahme machte sie 1932 anonym mit John Wilhelm Hagberg für Parlophon, Kan du vissla, Johanna (Kannst du pfeifen Johanna?) von Sten Axelson. Weitere Aufnahmen gab es 1932/1933 unter den Pseudonymen Inga Waller für Decca und Inga Widén für die Warenhauskette Dixi. Die Aufnahme von Jag kommer i kväll under balkongen (Ich komme am Abend unter den Balkon) aus dem Filmlustspiel Söderkåkar erschien, in dem sie ihre Stimme der Schauspielerin Astrid Carlsson lieh. Zu ihren erfolgreichen Interpretationen gehörte Två solröda segel, die schwedische Version des amerikanischen Folksongs Red sails in the sunset mit dem Arne Hülphers Orchester. Sie machte in den Jahren 1938 bis 1942 auch Aufnahmen und Tourneen in Deutschland. Insgesamt gab es von ihr rund 150 Schallplatten-Titel.
In den frühen 1950er Jahren zog sie nach Malmö. Der Ehe mit Hülphers entstammte Sigge (1927–1971), der ein Pianist und Bassist war. Später zog sie nach Kanada, sie starb in British Columbia.
Von der Stimme her erinnert sie an Greta Keller und Doddy Delissen.

## Diskografie
- Geh nur zu einer Ander’n (1942), Hülphers mit Orchester und Wassberg, Gesang, Aufnahme: DGG-Polydor
- Glück und Glas, wie leicht bricht das, Hülphers mit Orchester und Wassberg, Gesang
- Kann denn Liebe Sünde sein (Lothar Brühne/Bruno Balz), Großes Tanzorchester Kurt Widmann, Gesang: Grete Wasberg (= Wassberg), Aufnahme: Tempo, Nr. 666

## Filmographie (Auswahl)
- 1934: Hon eller ingen – Greta Wassberg singt das Lied Om du var min, Worte: Sven Paddock, Weise: Sten Axelson
- 1934: Atlantäventyret – Greta Wassberg singt mit Sven Arefeldt das Lied Yes, sir  – no, sir, Worte: Åke Söderblom, Weise: Jules Sylvain
- 1940: Swing it, magistern!
- 1954: Flottans glada gossar – Greta Wassberg tritt als Dame an einem Roulettetisch auf.